# Tail Concerto
Tail Concerto est un jeu vidéo développé par CyberConnect2 et édité par Bandai en 1998 sur PlayStation. C'est un jeu d'action-aventure où le joueur incarne Waffle Ryebread, un chien-policier chargé d'enquêter sur une affaire sans précédent dans son pays, Prairie.
Il s'agit du premier jeu de CyberConnect2, bien avant le succès de séries à licence comme .hack ou Naruto: Ultimate Ninja. Le character design a été confié à Nobuteru Yūki (Les Chroniques de la guerre de Lodoss, Vision d'Escaflowne (Tenkū no Esukafurōne), Chrono Cross... ). Le jeu possède des séquences animées doublées en japonais et sous-titrées en français, un fait rare pour l'époque.
L'univers se rapproche du steampunk, avec la présence d'un monde aérien et de machines volantes, à l'instar de certaines œuvres de Hayao Miyazaki.

## Système de jeu
La majorité du jeu consiste à contrôler Waffle et son robot semi-humanoïde dans des environnements en 3D.
Waffle peut sauter, se suspendre à des corniches, se placer en vol stationnaire, tirer des bulles ou encore saisir des objets. À un endroit précis du jeu, le joueur a également la possibilité de se déplacer en jet pack, et vers la fin de l'histoire, la capacité de tirer des bulles est remplacée par la capacité de tirer des missiles.
Les bulles ont deux fonctions : utilisées contre un chaton, elle le piégeront momentanément, permettant au joueur de s'approcher et d'attraper le chenapan ; utilisées contre un adversaire plus coriace, elles feront office d'attaques à longue portée.
La capacité de saisir des objets se révélera également indispensable tout au long du jeu : c'est ainsi que Waffle peut attraper non seulement les chatons, mais aussi les objets de soin trouvables un peu partout dans les niveaux, les photos à réunir pour compléter l'album et bien d'autres objets-clés. Face à certains éléments du décor, le même bouton déclenchera d'autres actions, comme frapper, soulever, actionner, etc.

## Trame

### Synopsis
Le récit se déroule dans le pays de Prairie, un royaume constitué d'îles flottant dans les airs et peuplé par 50 000 hommes-chiens et 2 000 hommes-chats. C'est un royaume paisible, jusqu'au jour où un groupuscule appelé "les Chats noirs" s'attaque à l'une des îles, Resaca. Waffle, un policier du royaume, se voit obligé d'écourter ses vacances pour aller enquêter sur les Chats noirs et les empêcher de tout détruire.

### Personnages
Waffle Ryebread
Le personnage incarné par le joueur. C'est un chien-policier chargé de patrouiller sur l'île de Porto et aux alentours, rendant la justice lorsque le devoir l'exige grâce à sa machine, le RoboArmure. Il s'apprêtait à prendre des vacances bien tranquilles lorsque les Chats noirs attaquent Resaca. Sommé par son supérieur de reprendre le travail, il part donc mener l'enquête.
À l'âge de 8 ans, il fait la connaissance d'Alicia Pris alors que celle-ci était en train de pleurer et lui offre un pendentif qu'il avait hérité de sa mère pour la consoler. Il est de tempérament calme et serein, et son passe-temps préféré est la mécanique.
Alicia Pris
La chef du gang des Chats noirs et l'aînée des trois sœurs Pris. Elle n'aime pas les hommes-chiens et compte bien le faire savoir en causant le plus de mal possible partout où elle passe. Garçon manqué, elle est franche et très courageuse. Malgré cela, il arrive aussi qu'elle fasse preuve de gentillesse et de sensibilité. Son vaisseau, le "ZEP'LIN" (un zeppelin dont le ballon ressemble à une tête de chat), lui sert à s'enfuir après chaque combat que le joueur aura à mener contre elle.
Elle possède un cristal que Waffle lui a offert autrefois pour la consoler. Son attitude envers le chien-policier est assez ambigüe, mais il est clair qu'elle à un faible  pour lui. Au cours du récit, le joueur sera notamment témoin de ses crises de jalousie vis-à-vis de la princesse Theria.
Stair Pris
La cadette des trois sœurs qui participe à la lutte des Chats noirs... sans réellement s'investir. De tempérament réservé, elle n'est visiblement présente que pour protéger ses deux sœurs. Les rares phrases qu'elle prononce dans le jeu sont plutôt cyniques.
Flare Pris
La petite dernière de la famille Pris. Tout comme Stair, elle participe au gang des Chats noirs sans vraiment avoir d'a priori sur les hommes-chiens, sa seule motivation étant qu'elle aura un plus grand "terrain de jeu" une fois débarrassée d'eux. De nature naïve et câline, elle adore faire des blagues, ce qui posera parfois des problèmes à ses deux grandes sœurs...
Fool
C'est un marchand d'armes qui escroque les gens en leur vendant des reliques sans valeur au prix fort. Il finance le gang des Chats noirs en mettant armes et véhicules à leur disposition. Il se sert du gang pour mettre la main sur des cristaux mystérieux et ainsi réveiller le "dieu géant d'acier", avec lequel il pourrait dominer le monde. C'est un chat rusé qui aime conspirer et enjôler ses victimes.
La princesse Theria
La princesse du royaume de Prairie, fille du roi Hound III. Bien que ce soit une grande dame, elle est très énergique et ne peut tenir longtemps en place, au point qu'il lui arrive de partir en aéroplane sans prévenir personne. Elle est amoureuse de Waffle.
Cyan Garlant
Le capitaine des chevaliers du royaume. Comme Waffle, il possède un RoboArmure. Épris de la princesse Theria, il voit rouge lorsque Waffle s'attire les faveurs de la princesse, et depuis, il ne rêve que de rivaliser avec lui.
Cyan a tendance à être un peu trop fier de son statut d'élite par moments...
Panta
Le collègue de Waffle. Il se charge en général des communications entre Waffle et le QG. Plutôt optimiste, il ne cesse de développer des stratégies pour surprendre les Chats noirs, comme se cacher dans un tonneau ou un pot de fleur...
Les Chatons
Ils adorent faire des blagues. Ils ont toujours une bombe dans les pattes ou une machine avec laquelle faire des dégâts.
Le dieu géant d'acier
Une créature en fer qui avait autrefois tenté de tout détruire sur son passage. Il fut arrêté quand des hommes réussirent à arracher cinq cristaux de son cœur. Il tomba alors en morceaux un peu partout sur le continent. Aujourd'hui, ces morceaux sont enterrés çà et là dans les îles du royaume de Prairie. Il n'obéit à personne.

## Détails
Doublages
La version originale du jeu vidéo propose des doublages professionnels de très bonne qualité. Aux États-Unis, la distribution décida de faire doubler le jeu en anglais, mais le résultat fut de très mauvaise qualité comparé à la version japonaise. En France et en Suisse, le jeu ne fut pas doublé (à la joie de nombreux joueurs qui purent ainsi savourer les doublages originaux) mais étrangement, les dialogues "in game" furent supprimés, alors que les fichiers son sont bel et bien présents sur le CD-rom. Il est d'ailleurs possible de les écouter via un ordinateur.

## Suite
En 2005, Tail Concerto fait un retour indirect sur Internet à l'occasion d'une campagne de prévention pour la préfecture de Fukuoka, mettant en scène Mamoru-kun et ses amis. Ces nouveaux personnages habitent à Nipon, qui fait partie du même univers que Tail Concerto, Little Tail Bronx. Cette campagne avait pour but de sensibiliser les enfants aux dangers de l'enlèvement.
En 2007, le site web de CyberConnect2 publie un artwork annonçant un nouveau jeu pour la Nintendo DS, dont l'univers présente beaucoup de points communs avec celui de Tail Concerto.
En mars 2010, CyberConnect2 dévoile Solatorobo: Red The Hunter. Développé pendant trois ans, ce jeu coïncide avec l'anniversaire des quinze ans du studio. Il se présente comme une suite spirituelle à Tail Concerto : certains personnages de Tail Concerto sont présents dans des rôles secondaires.